# ناحية الخميسية
ناحية الخميسية هي إحدى النواحي التابعة لقضاء الحمزة الغربي في محافظة بابل وسط العراق وتقع شرق القضاء على الطريق الدولي السريع، استحدثت الناحية حسب قرار مجلس محافظة بابل ذي العدد 43 بتاريخ 4 نيسان/أبريل 2018.